# Occidozyga myanhessei
Occidozyga myanhessei es una especie  de anfibio anuro de la familia de los dicroglósidos. Se encuentra en la parte central y sur de Birmania.

## Taxonomía
Originalmente fue descrito como un miembro del género Phrynoglossus. No obstante, el género se considera un sinónimo de Occidozyga, aunque sus descubridores plantearon la validez del género en base a su monofilia.